# Identification (statistiques)
Pour les articles homonymes, voir identification.
En statistiques et en économétrie, l'identification (ou identifiabilité) est une propriété d'un modèle statistique. 
En statistiques, on dit qu'un modèle est identifiable s'il est possible d'apprendre la vraie valeur des paramètres à partir d'un nombre infini d'observations. 

## Définition statistique formelle
On considère le modèle statistique : {\displaystyle \left((X_{1},\ldots ,X_{n})\in \chi ^{n},\mathbb {P} _{\theta }^{\otimes n},\theta \in \Theta \right)}
avec : 
- {\displaystyle \chi } l'espace de réalisation des variables aléatoires {\displaystyle X}
- {\displaystyle \Theta } l'espace des valeurs possibles pour le paramètre {\displaystyle \theta }
- {\displaystyle \mathbb {P} _{\theta }} une loi de probabilité de densité {\displaystyle f_{\theta }}

On définit alors la fonction de vraisemblance comme : 
{\displaystyle L_{n}(\theta )=\Pi _{i=1}^{n}f_{\theta }(X_{i})}.
On dit que le modèle est identifiable si et seulement si l'application qui à {\displaystyle \theta } associe {\displaystyle f_{\theta }} est injective, c'est-à-dire si et seulement si : 
{\displaystyle \forall \theta _{1}\neq \theta _{2}\Rightarrow f_{\theta _{1}}\neq f_{\theta _{2}}}. 